# Juki
JUKI Corporation (JUKI株式会社|JUKI Kabushiki-gaisha) японська компанія – найбільший виробник швейних машин. Компанія займається розробкою SMT - технологій поверхневого монтажу. Заснована 15 грудня 1938 року.
До 1988 року компанія була відома як Tokyo Juki Industrial Company, Ltd
Уповноважений директор Акіра Кієхара. Штаб-квартира компанії знаходиться в Токіо. В даний час компанія має виробничі потужності в Японії, В'єтнамі та Таїланді. Компанія виробляє продукцію як промислового призначення, і побутового, для аматорського ринку. Продукція JUKI продається приблизно у 170 країнах світу.
JUKI є одним з провідних виробників комп'ютеризованих швейних машин, які конкурують з іншими відомими швейними брендами, такими як Bernina International, Brother, Janome та Singer.

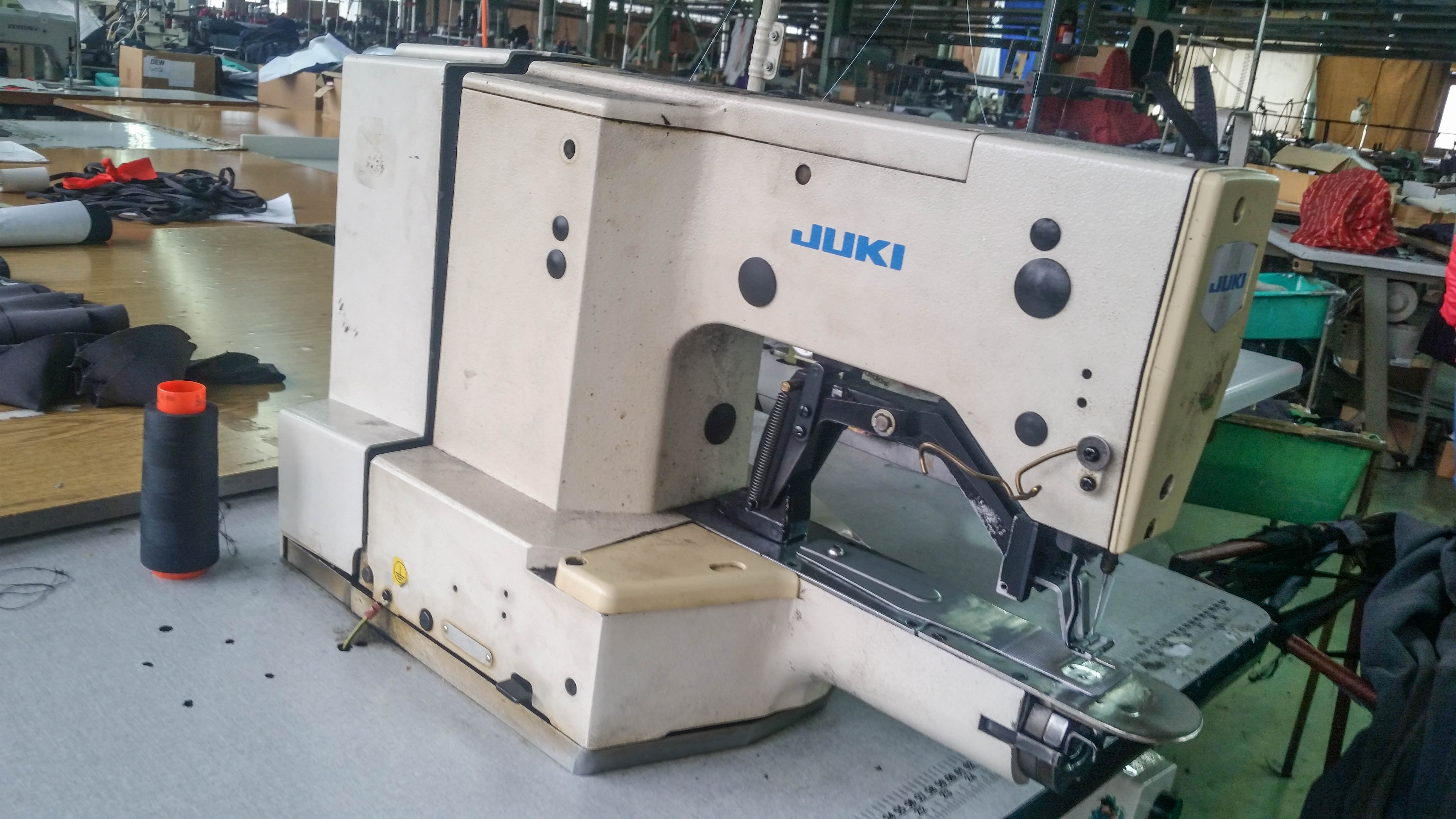
Промислова швейна машина JUKI

У жовтні 2018 року компанія оголосила про спільний проект з Hitachi, який використовує цифрові інновації на основі Інтернету Речів для оптимізації виробничих процесів, покращення виробництва друкованих плат шляхом відстеження контролю запасів та покращення виробництва невеликих партій.
Акції підприємства торгуються Токійській фондові біржі.
Чисельність працівників 5287 (консолідована, станом на 31.12.2020 р.

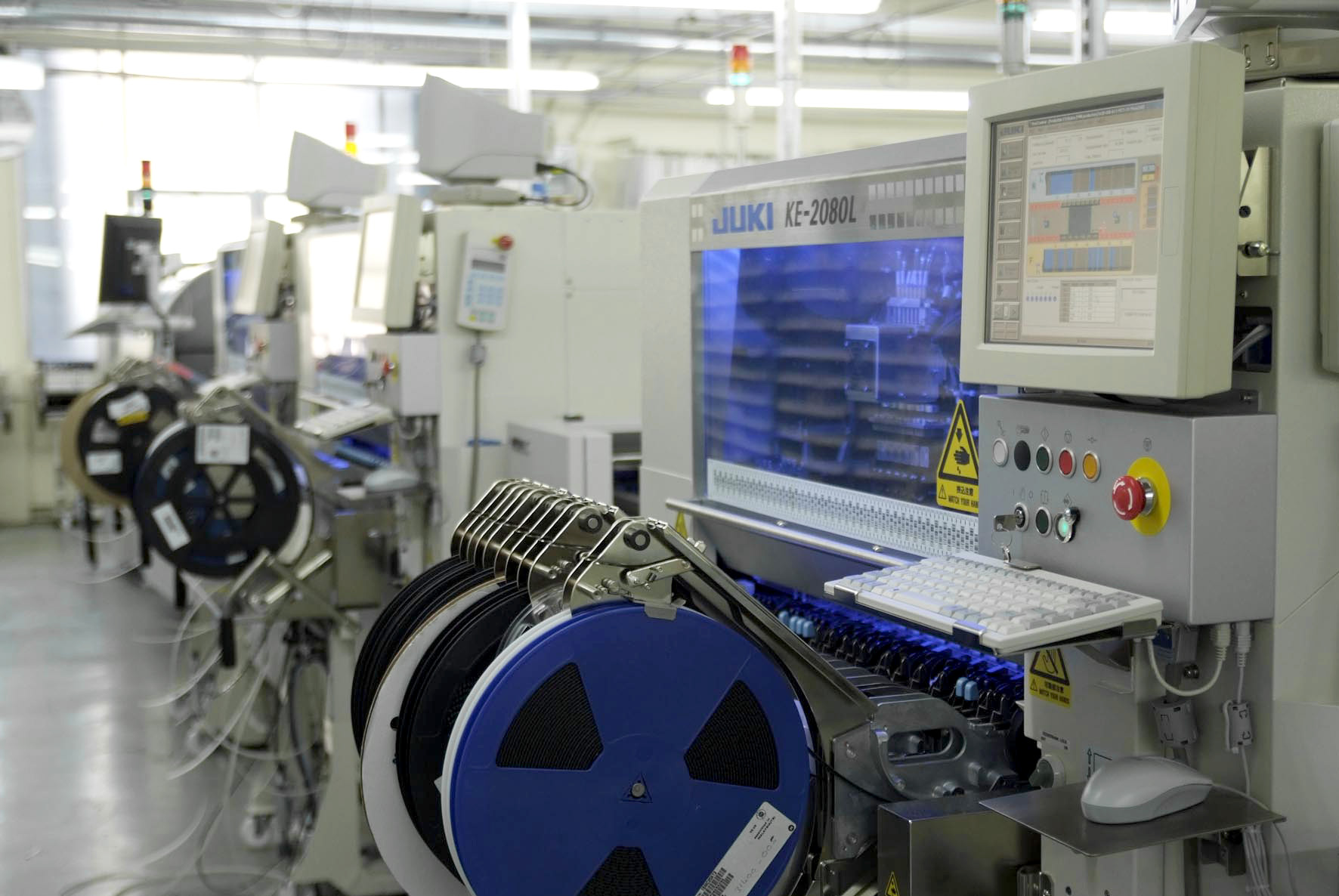
Машина Pick and Place SMT JUKI

## Виробництво
Компанія виробляє швейні машини для домашнього або любительського ринку. Сьогодні JUKI є одним із провідних виробників комп’ютеризованих швейних машин, конкуруючи з іншими відомими швейними брендами, такими як Bernina International, Brother, Janome та Singer.
У лютому 2013 року Juki та Sony Corp. розпочали переговори щодо обговорення злиття своїх підприємств устаткування SMT. Відтоді корпорація JUKI успішно зарекомендувала себе в області монтажного обладнання SMT по всьому світу, маючи спеціалізовані підприємства з продажу та обслуговування на ключових ринках, таких як Європа через JUKI Automation Systems GmbH, зі штаб-квартирою в Нюрнберзі, Німеччина та Південною Америкою через JUKI Automation. Inc, зі штаб-квартирою в Моррісвіллі, Північна Кароліна, США.
Штаб-квартира в Тама-Ші, Токіо
У жовтні 2018 року компанія оголосила про спільний проект з Hitachi, який використовує цифрові інновації на основі IoT для оптимізації виробничих процесів, покращення виробництва друкованих плат шляхом відстеження контролю запасів та покращення виробництва невеликих партій.